# 백제의 관등
백제의 관등은 백제에 있어서의 관료 등급이다.

## 개요
백제의 관료 체제에는 정무(政務)의 분담과 문무관의 분화가 나타나고 있어, 중국의 관제를 수용한 것을 시사해 준다. 백제의 관등은 16등급으로 분화·발전되었던 것이며, 그 중의 제1품 대신급인 좌평에는 수상격인 내신좌평(內臣佐平)을 비롯하여 6좌평(六佐平)이 있어 정무를 분장했다. 이들은 자의(紫衣)를 입었다. 그 밑의 달솔(達率)·은솔(恩率)·덕솔(德率)·우솔(?率)·나솔(奈率) 등의 여러 '솔’관이 2 6등급의 관등을 이루고 비의(緋衣)를 입었다. 그 밑의 장덕(將德)·시덕(施德)·고덕(固德)·계덕(季德)·대덕(對德) 등의 ‘덕’관은 7 11등급의 관등을 차지하였으며, 문독(文督)·무독(武督)·좌군(佐軍)·진무(振武)·극우(剋虞) 등 12 16등급의 하급 관리들은 청의(靑衣)를 착용하게 되었다. 이들 16등급의 관료군은 크게 3단계로 나누어져 각각 다른 색의 옷을 착용하였다. 이것은 왕족을 정점으로 하는 백제 사회의 신분적인 차등을 나타낸 것 같다. 